# Sheppardia
Sheppardia – rodzaj ptaków z podrodziny złotokosów (Cossyphinae) w obrębie rodziny muchołówkowatych (Muscicapidae).

## Rozmieszczenie geograficzne
Rodzaj obejmuje gatunki występujące w Afryce Subsaharyjskiej.

## Morfologia
Długość ciała 11–15 cm, masa ciała 11–26 g.

## Systematyka
Rodzaj zdefiniował w 1909 roku południowoafrykański ornitolog Alwin Karl Haagner w artykule poświęconym opisom dwóch nowych gatunków muchołówek z portugalskiej Afryki Południowo-Wschodniej, opublikowanym w czasopiśmie Annals of the Transvaal Museum. Gatunkiem typowym jest (oznaczenie monotypowe) koloratka modrolica (S. gunningi).

### Etymologia
Sheppardia: Peter A. Sheppard (1875–1958) – brytyjski rolnik, kolekcjoner, osadnik w Rodezji i Mozambiku.

### Podział systematyczny
Do rodzaju należą następujące gatunki:
- Sheppardia montana (Reichenow, 1907) – koloratka górska
- Sheppardia lowei (C.H.B. Grant & Mackworth-Praed, 1941) – koloratka oliwkowa
- Sheppardia aurantiithorax Beresford, Fjeldså & Kiure, 2004 – koloratka tanzańska
- Sheppardia cyornithopsis (Sharpe, 1901) – koloratka leśna
- Sheppardia aequatorialis (F.J. Jackson, 1906) – koloratka białobrzucha
- Sheppardia gabela (Rand, 1957) – koloratka białogardła
- Sheppardia gunningi Haagner, 1909 – koloratka modrolica
- Sheppardia sharpei (Shelley, 1903) – koloratka płowa
- Sheppardia polioptera (Reichenow, 1892) – koloratka białobrewa
- Sheppardia poensis (Alexander, 1903) – koloratka rdzawolica
- Sheppardia bocagei (Finsch & Hartlaub, 1870) – koloratka rdzawa